# Éamon Zayed
Éamon Zayed, né le 4 octobre 1983 à Dublin en Irlande, est un footballeur irlando-libyen. Il est actuellement l'entraîneur du Hailstorm du Northern Colorado (en) en USL League One.
Sélectionné dans l’équipe espoir d’Irlande, il choisit en 2011 de représenter la Libye, pays d’origine de son père.

## Biographie

### Carrière de joueur

#### Débuts et formation
Éamon Zayed commence le football près de son domicile aux Broadford Rovers avant d’aller au St Josephs Boys AFC dans le quartier de Sallynoggin. Pendant ces années-là, il est sélectionné régulièrement dans les équipes des moins de 16 ans et moins de 17 ans de Dublin et du Leinster. Il intègre ensuite les équipes de jeunes du club anglais de Leicester City. Il joue alors pour les moins de 18 et de 19 ans puis en équipe réserve. Zayed retourne en Irlande après la relégation de Leicester de Premiership en Championship en 2002.

#### Carrière en club

##### Bray Wanderers (2002-2006)
Éamon Zayed signe aux Bray Wanderers après avoir produit un superbe match en équipe de république d’Irlande des moins de 21 ans. Il fait rapidement partie de l’équipe première et fait ses grands débuts aux Carlisle Grounds le 18 octobre 2002. L’année suivante il marque le hat-trick le plus rapide de l’histoire du club en marquant 3 buts en 9 minutes (de la 7e à la 16e minute du match) contre Dundalk FC.
En 2003, Zayed est élu meilleur jeune joueur du championnat irlandais par l’association des footballeurs professionnels.
En février 2004, Zayed signe un contrat sous la forme d’un prêt avec le club anglais de Crewe Alexandra qui dispute alors la deuxième division anglaise. Il rentre à Bray en mai sans avoir joué en équipe première.
En mai 2004, il est sélectionné en équipe du championnat d’Irlande des moins de 21 ans pour le tournoi des quatre nations en Écosse. Il fait aussi sa deuxième apparition sous le maillot irlandais lors du match contre l’Écosse à Galway.

##### Drogheda United (2006-2008)
Éamon Zayed s’engage pour le Drogheda United Football Club en juillet 2006 avec un contrat de deux ans et demi. Il marque dès son premier match le 7 juillet 2006.
Il marque le premier de ses cinq buts européens lors du match nul un but partout contre IK Start au mois d’août suivant. Puis viennent un but en 2007 contre SP Libertas et un troisième contre Helsingborgs IF. Zayed est un des joueurs de base du titre de champion d’Irlande obtenu par Drogheda en 2007.

##### Sporting Fingal (2009-2010)
Au milieu de la grande incertitude financière qui marque l’avant saison 2009 à Drogheda, Éamon Zayed est transféré vers le nouveau club dublinois du Sporting Fingal Football Club en janvier 2009. Zayed marque deux fois contre son ancien club de Bray en demi-finale de la Coupe d'Irlande de football 2009. Il est de nouveau buteur lors du match de la Ligue Europa 2010-2011 contre les Portugais du CS Maritimo à l’occasion du tout premier match européen de l’histoire du Sporting Fingal. Libéré après la dissolution du Sporting Fingal au terme de la saison 2010, Éamon Zayed qui cherche à se rapprocher de ses racines familiales libyennes est sur le point de signer au Al-Ahli qui dispute le championnat de première division libyenne. Le transfert échoue au tout dernier moment, la faute à une nouvelle règle instaurée au moment de la négociation du transfert qui interdit aux joueurs de moins de 30 ans nés à l’étranger de disputer le championnat national.

##### Derry City (2011)
Éamon Zayed signe alors pour le Derry City qui vient juste d’accéder à la première division irlandaise après une année passée à l’échelon inférieur. Il signe un contrat d’une année. Ses débuts avec sa nouvelle équipe sont fracassants : il marque 11 buts lors des 15 premiers matchs de championnat dont un quadruplé contre Galway United.

## Palmarès
- Champion d'Irlande en 2007 avec Drogheda United
- Vainqueur de la Setanta Sports Cup en 2007 avec Drogheda United
- Vainqueur de la Coupe d'Irlande de football en 2009 avec le Sporting Fingal FC